# Juan Albiñana Calatayud
Juan Albiñana Calatayud (l'Olleria, Vall d'Albaida, 1943) és un empresari i polític valencià, senador i diputat al Congrés dels Diputats.

## Biografia
Enginyer tècnic i professor de formació professional, tenia forts lligams amb empreses del sector tèxtil d'Ontinyent. Fou elegit senador per Coalició Popular per la província de València a les eleccions generals espanyoles de 1986. De 1986 a 1989 fou secretari segon de la Comissió d'Indústria i Energia, Comerç i Turisme i de la Comissió de Seguiment del Fons de Compensació Interterritorial.
En 1991 va substituir com a diputat per la mateixa circumscripció Pedro Agramunt Font de Mora, elegit a les eleccions generals espanyoles de 1989. De 1991 a 1993 fou vocal de la Comissió d'Economia, Comerç i Hisenda i de la Comissió de control parlamentari sobre RTVE.
El 1993 deixà la política i s'abocà en la gestió de l'empresa de la seva muller, Gutiérrez Fité S.A., fundada en 1978 situada Ontinyent i dedicada al filat i les fibres tèxtils. L'empresa va tancar en 2008 i foren acomiadats 24 treballadors. L'abril del 2015 el seu nom va sortir a la llum com un dels 48 valencians que figurava a la llista Falciani com a titular d'un compte bancari a la filial del HSBC a Suïssa, amb 840.000 euros en 2006-2007. El mateix Albiñana ha manifestat que va repatriar els diners en 2009.